# 大分市立佐賀関小学校
大分市立佐賀関小学校（おおいたしりつ さがのせきしょうがっこう）は、大分県大分市大字佐賀関にある公立小学校である。

## 概要
大分市東部の佐賀関地区にある小学校である。学校内には、大分市の一般環境大気測定局の子局が設置されている。

## 沿革
- 1875年（明治8年）2月 - 関学校創立[2]。
- 1878年（明治11年）4月 - 一尺屋小学校が分立する。小黒分教場設置。
- 1879年（明治12年）10月 - 白木小学校が分立する。
- 1896年（明治29年）10月 - 校舎を新設し、佐賀関尋常小学校に改称。
- 1915年（大正4年）9月 - 佐賀関女子実業補習学校を併設。
- 1926年（大正15年）7月 - 佐賀関町青年訓練所開設。
- 1933年（昭和8年）4月 - 佐賀関女子事業女学校開設。
- 1941年（昭和16年）4月 - 国民学校となる。
- 1947年（昭和22年）4月 - 学制改革に伴い、佐賀関町立佐賀関小学校となる。上浦学校廃止。
- 1958年（昭和33年）12月 - 鉄筋校舎第一期工事竣工。
- 1960年（昭和35年）7月 - 鉄筋校舎第二期工事竣工。
- 1961年（昭和36年）6月 - 鉄筋校舎第三期工事竣工。
- 1972年（昭和47年）10月 -講堂が火災により焼失。
- 1999年（平成11年）3月 - 新校舎竣工。
- 2001年（平成13年）4月 - 佐賀関町立白木小学校、小黒分校を統合する。佐賀関町立一尺屋小学校（現在の大分市立一尺屋小学校。2015年現在、引き続き休校中）が休校し、児童は本校に通学することになる。
- 2005年（平成17年）1月 - 佐賀関町の大分市への編入合併に伴い、大分市立佐賀関小学校となる。

## 通学区域
大字一尺屋（江川、笠方、下河原、田の浦西、田の浦東、中江川、中上、中下、西上、西下、浜方、早出、東上、東下）、大字佐賀関（黒砂、大黒、小浜、金山、神山、幸の浦、小黒、済美寮、迫、田尻、田中一、田中二、田中三、辻、鮮浜、西古宮社宅、西町、西脇、東古宮アパート、東町、福水、古宮、古屋敷、本町、真砂、御幸）、大字志生木（辛幸一、辛幸二、光明園、緑ヶ丘）、大字白木（秋の江、小浜、汐見、白木奥、白木浜、玉井、見尾、室生）